# Sara Mzugui
Sara Mzugui (en árabe: سارة المزوغي‎; 8 de marzo de 1994) es una deportista tunecina que compite en judo.
Ganó cuatro medallas en los Juegos Panafricanos entre los años 2015 y 2023, y once medallas en el Campeonato Africano de Judo entre los años 2014 y 2025.

## Palmarés internacional
| Juegos Panafricanos | Juegos Panafricanos               | Juegos Panafricanos | Juegos Panafricanos |
| Año                 | Lugar                             | Medalla             | Categoría           |
| ------------------- | --------------------------------- | ------------------- | ------------------- |
| 2015                | Brazzaville (República del Congo) | Medalla de plata    | –78 kg              |
| 2019                | Rabat (Marruecos)                 | Medalla de bronce   | –78 kg              |
| 2023                | Acra (Ghana)                      | Medalla de oro      | Equipo mixto        |
| 2023                | Acra (Ghana)                      | Medalla de plata    | +78 kg              |
| Campeonato Africano |                                   |                     |                     |
| Año                 | Lugar                             | Medalla             | Categoría           |
| 2014                | Puerto Louis (Mauricio)           | Medalla de bronce   | –78 kg              |
| 2015                | Libreville (Gabón)                | Medalla de bronce   | –78 kg              |
| 2016                | Túnez (Túnez)                     | Medalla de plata    | –78 kg              |
| 2017                | Antananarivo (Madagascar)         | Medalla de plata    | –78 kg              |
| 2018                | Túnez (Túnez)                     | Medalla de plata    | –78 kg              |
| 2019                | Ciudad del Cabo (Sudáfrica)       | Medalla de bronce   | –78 kg              |
| 2021                | Dakar (Senegal)                   | Medalla de bronce   | –78 kg              |
| 2022                | Orán (Argelia)                    | Medalla de oro      | +78 kg              |
| 2023                | Casablanca (Marruecos)            | Medalla de oro      | +78 kg              |
| 2024                | El Cairo (Egipto)                 | Medalla de bronce   | +78 kg              |
| 2025                | Abiyán (Costa de Marfil)          | Medalla de bronce   | +78 kg              |